# Blowjob eyes
Ojos de mamada, es una postura de la cabeza humana y un gesto facial que hace referencia a la prominencia de los ojos cuando una persona realiza sexo oral. Del inglés blowjob eyes, que se traduce como ojos de mamada u ojos de chupada. Su nombre deriva de lo que el espectador, normalmente un hombre, ve mientras una mujer realiza una felación.
La postura de los ojos de mamada se puede realizar como una forma de incitar la excitación sexual o como una postura erótica, incluso si no se practica sexo oral.
La postura implica una inclinación exagerada de la cabeza junto con los gestos faciales que hace el rostro humano femenino mientras tiene un pene masculino dentro de la boca femenina: rostro alargado, ojos caídos y agrandados, labios con forma circular, la grasa bucal retraídas, área de los pómulos muy prominente, mostrando la frente más ancha, ojos llorosos, las formas de las cejas amplificadas y, en muchos casos, piel enrojecida, abundancia de humedad y maquillaje corrido.
El término también se refiere a la percepción física de la sensualidad o belleza de los ojos femeninos,usado para expresar lo atractivamente característico de ciertos ojos femeninos.

## Aspecto cultural
Esta postura inclinada y gesto facial se ha vuelto mucho más común en los últimos años. Aunque su nombre es más conocido en la industria de la pornografía, tanto es así que existen premios otorgados por esa industria a los "mejores ojos de mamada". Esta perspectiva se conoce como “punto de vista de ojos de mamada” en la jerga y el marketing de la industria pornográfica, y se refiere al punto de vista de la cámara en una película para adultos, donde el foco principal es la pose de los ojos de mamada y los ojos de la actriz o actor.
Los ojos de mamada es una posición sumisa de la mujer, mientras ella mira a su pareja sexual desde abajo. Este elemento lo convierte en un término que transmite misoginia desde el punto de vista feminista, donde el cuerpo femenino es degradado con palabras.
Muchas campañas de marketing han añadido recientemente esta pose en la que sólo se destacan los ojos, para publicitar sus productos en un esfuerzo por captar la atención.
En la cultura popular se suelen hacer memes donde se recorta la parte que incluye el pene, mostrando solo la parte superior del rostro de la mujer.